# H.261

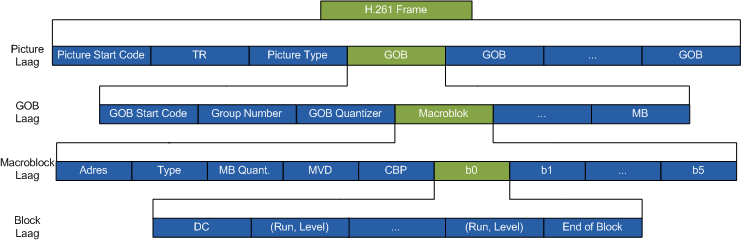
Struktura jednoho snímku videa uloženého ve formátu H.261

H.261 je ztrátový formát komprese videa standardizovaný ITU-T v roce 1988.
Jeho specifikace má pouze 29 stran.
Jedná se o jednoduchého zástupce hybridního kodéru.
Formát je navržen pro rozlišení CIF a QCIF a formát obrazu YCbCr 4:2:0.
Makroblok má pevné rozměry {\displaystyle 16\times 16} na jasové složce, {\displaystyle 8\times 8} na chromatických složkách.
Pro kódování intra-snímků se využívá DCT po blocích {\displaystyle 8\times 8}.
Postup je shodný s kompresní metodou JPEG.
Kódování inter-snímků je založeno na kompenzaci pohybu.
Pohybové vektory mají přesnost na celé pixely.
Formát využívá in-loop filtr.